# Мавзолей Ходжи Уббана
Мавзолей Ходжи Уббана — памятник архитектуры в Ромитанском районе Бухарской области Узбекистана, построенный в XVI веке. Памятник расположен в 50 км от Бухары и известен как место паломничества. Сведения о Ходже Уббане привёл академик Абдулахад Мухаммаджанов в своей работе «История нижнезарафшанского орошения». На территории памятника Ходжа Уббон находились крепостные укрепления и колодец. Вода колодца Ходжа Уббан солоноватая и горькая, ее использовали для лечения кожных заболеваний. Многие люди приходили к месту паломничества, временно жили в этом месте, пили воду и купались. С XIV-XV вв. Ходжа Уббан формировался как место паломничества. Со временем вокруг памятников была построена пагода и поднят флаг. По исследованиям археологов можно узнать, что в 3-4 тысячелетиях до н.э. в этом районе существовало поселение охотников, люди занимались животноводством и разводили скот. Он был построен в XVI веке. Памятник расположен в 50 км от Бухары и известен как место паломничества. Сведения о Ходже Уббане привел академик Абдулахад Мухаммаджанов в своей работе «История нижнезарафшанского орошения». На территории памятника Ходжа Уббан находились крепостные укрепления и колодец.
Ходжа Уббан означает «покровитель воды», «хранитель воды». Согласно легендам и преданиям, Ходжа Уббан был представителем воды для кораблей и лодочников Амударьи, а также святым, приносящим дождь. По этой причине безводные места и некоторые селения, расположенные в Бухаре, называются такими терминами, как Акших Баба, Султан Хубби, Уббан, Хазрат Хуббин. Храм Ходжи Уббана представлял собой комплекс из нескольких памятников. Колодец святилища выполнен из обожженного кирпича в стиле хортак, рядом с ним расположены комнаты и хижины. В 1964 году колодец и памятник архитектуры на территории святилища Ходжи Уббана были снесены. Но вскоре здесь был открыт новый колодец, построены новые здания, отремонтированы саганы.